# Saint-Pavace
Saint-Pavace – miejscowość i gmina we Francji, w regionie Kraj Loary, w departamencie Sarthe.
Według danych na rok 1990 gminę zamieszkiwało 1698 osób, a gęstość zaludnienia wynosiła 329 osób/km² (wśród 1504 gmin Kraju Loary Saint-Pavace plasuje się na 361. miejscu pod względem liczby ludności, natomiast pod względem powierzchni na miejscu 1177.).